# جيم باركر (كاتب)
جيم باركر (بالإنجليزية: Jim Parker)‏ هو كاتب سيناريو وملحن بريطاني، ولد في 1934 في هارتلبول في المملكة المتحدة.

## وصلات خارجية
- جيم باركر على موقع IMDb (الإنجليزية)
- جيم باركر على موقع ميوزك برينز (الإنجليزية)
- جيم باركر على موقع أول ميوزيك (الإنجليزية)
- جيم باركر على موقع ديسكوغز (الإنجليزية)
- جيم باركر على موقع قاعدة بيانات الفيلم (الإنجليزية)